# 水手號谷

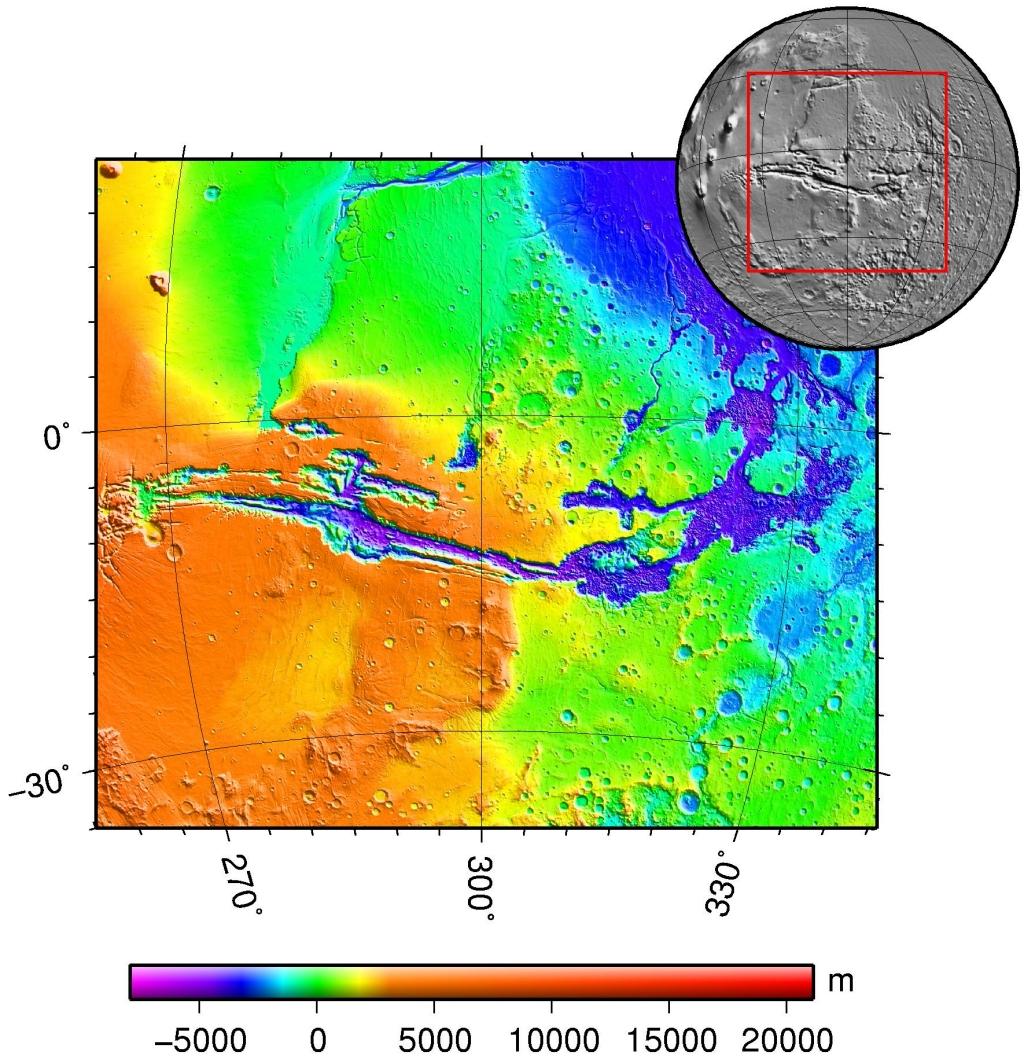
水手號谷地形圖

水手號谷（Valles Marineris），或稱為水手號峽谷、水手峡谷或水手谷，命名來自水手9號，是火星最大的峡谷，也是太阳系最大最长的峡谷。位在塔爾西斯火山高原的東側，長3769公里、最深處7公里，成一個複雜的峡谷系統，是地殼拉張陷落而形成，可與地球的東非大裂谷相比較。水手號谷東西範圍為東經267.3度至東經331.1度，即西臨諾克提斯迷宮、往東進入大片混沌地形；南北範圍則是南緯2.96度至南緯19.09度。

## 形成
曾經有許多關於水手號谷如何形成的理論。1970年代認為是受到水的侵蝕或冰川地區的永久凍土溶化造成的熱喀斯特（thermokarst）作用。熱喀斯特是比較可能的效應，但水的侵蝕作用則不太可能，因為火星表面大氣壓只有地球的 1% 和溫度只有148~310 K 的狀況下不太可能存在液態水；但科學家認同火星過去可能有流動的液態水。水手號谷可能是在過去由液態水侵蝕而形成。McCauley 於1972年提出另一個假設是水手號谷可能是因為表面下的岩漿流失造成表面下陷而形成。約 1989年 Tanaka 和 Golombek 提出可能是由張力造成的破裂造成。今日最被認同的理論則是類似東非大裂谷的形成機制，之後再因為峭壁的山崩和侵蝕使其擴大。尼克·霍夫曼認為其中一個侵蝕物來源是諾克提斯迷宮下含二氧化碳層的解壓造成。因為當固態二氧化碳因為壓力降低轉變成液體或氣體時會以高速進入火星大氣層。
因為水手號谷被認為是大型裂谷，它的形成和塔爾西斯隆起的形成有密切關係。塔爾西斯隆起的年代是從諾亞紀（Noachian Period）到赫斯珀利亞紀（Hesperian Period）晚期分三個時期形成。塔爾西斯形成的第一個時期是火山活動和均衡隆起；但不久後火山活動加載在地殼上的某個點無法再支撐塔爾西斯增加的重量，導致大量的地塹圍繞在突起的塔爾西斯隆起旁。第二個時期則是更多的火山活動和失去地殼均衡；火山活動的來源區域不再位於塔爾西斯之下，這對地殼造成了非常大的負重。最後火星地殼無法再支撐塔爾西斯和其放射狀結構，形成了水手號峽谷。第三個時期則是大量火山活動和小行星撞擊；已達到破裂點的地殼區域就停在當地並形成年輕的火山。塔爾西斯的火山活動是噴出非常低黏度的岩漿，形成類似夏威夷群島的盾狀火山；但這是因為火星上並無板塊運動，火星上的熱點只能停留在一個固定區域，形成了太陽系中最巨大的幾個火山，包含奧林帕斯山。火星全球探勘者號對該區域的的雷射測高資料發現該區域是位於以前的海洋地殼，這暗示在裂谷形成以後曾經發生過變質作用。

## 水手號谷分區

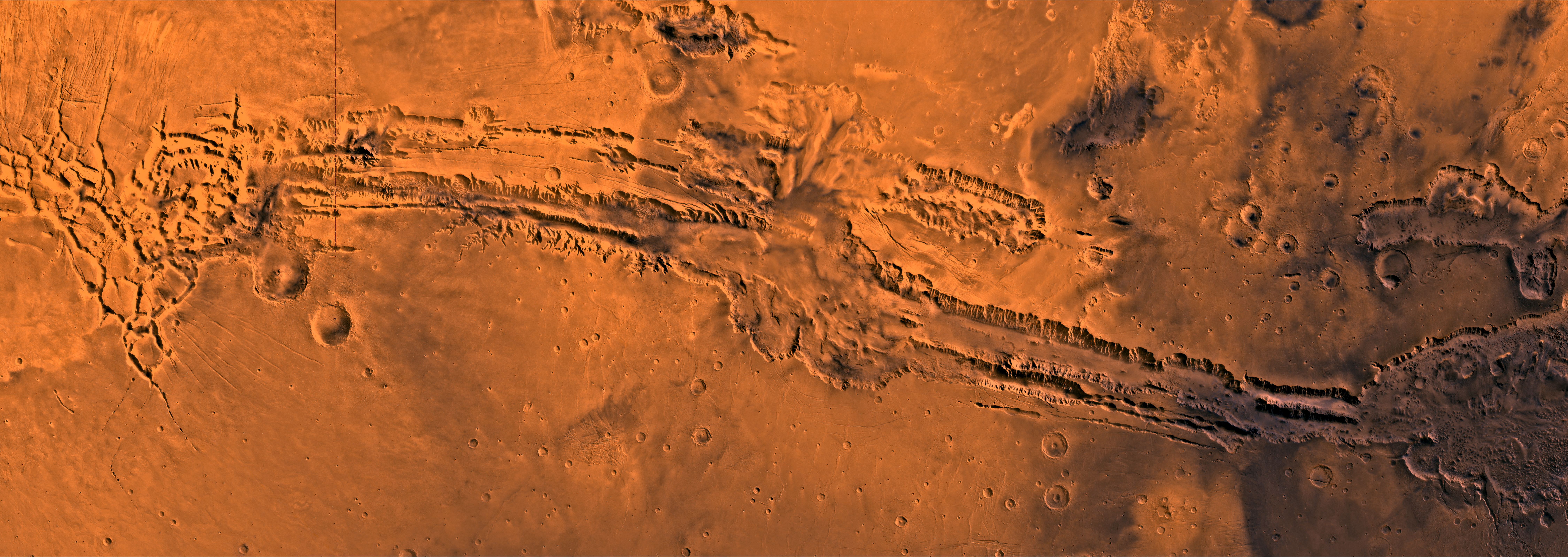
海盗号拍攝影像拼接水手號谷全圖。最左側是諾克提斯迷宮，中間是米拉斯峽谷，影像中上方偏左是赫伯斯峽谷，厄俄斯峽谷在影像右下方，恆河峽谷在厄俄斯峽谷正上方。影像感謝：NASA/JPL-Caltech

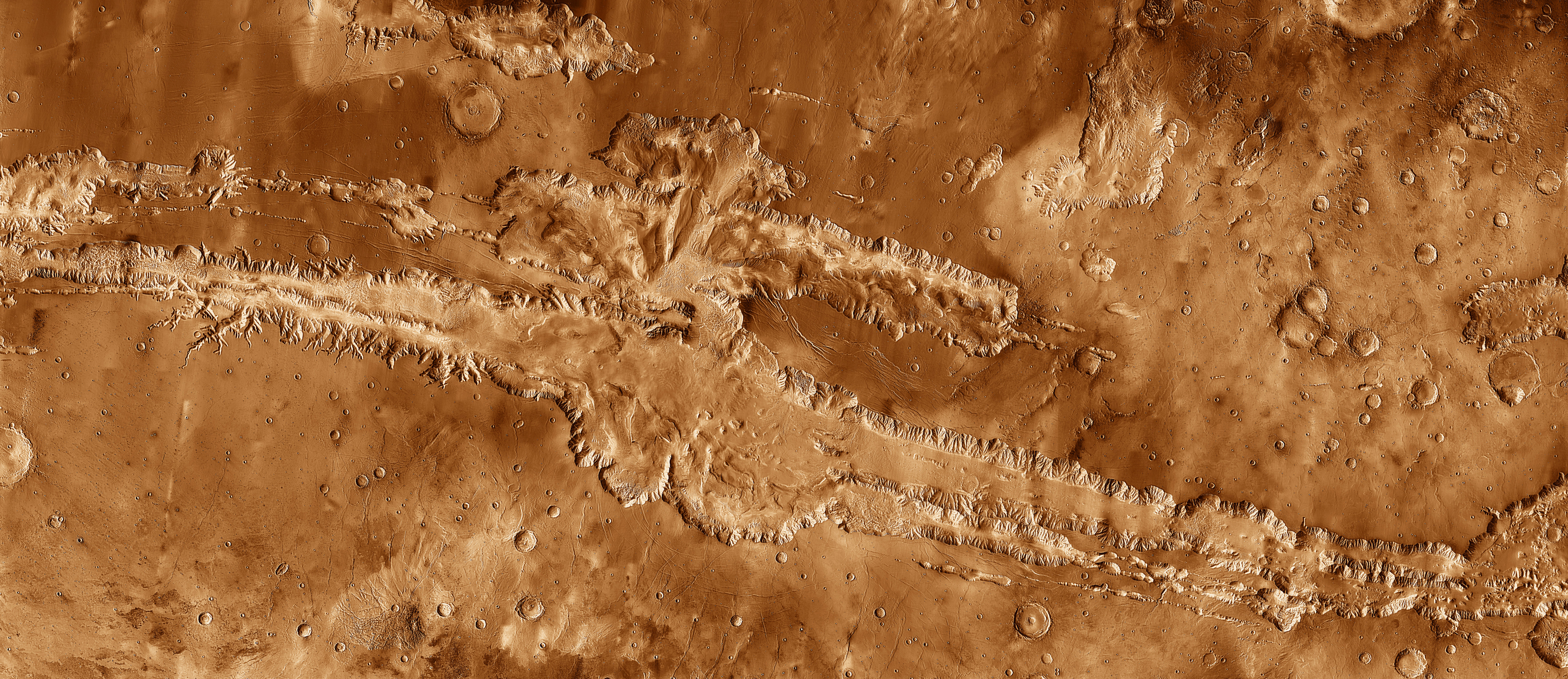
2001火星奧德賽號的熱輻射成像系統紅外線影像拼接水手號谷全圖。

### 諾克提斯迷宮
位在水手號谷裂谷系統最西緣，敘利亞高原（Syria Planum）北方和帕弗尼斯山（Pavonis Mons）東方的諾克提斯迷宮（Noctis Labyrinthus），是由多個極為破碎的區域組成的大面積地塊。這個區域也包含了圍繞在這個廣大的古老區域周圍的許多不同走向的峽谷。大部分該地塊最上層區域是由被認為是塔爾西斯形成時火山活動造成的破碎物質組成；其他區域則是由同樣造成塔爾西斯的火山活動造成的較古老破碎物質組成，和較晚形成物質的差異在於較新的物質比較粗糙，且表面較多撞擊坑。這些地塊的側面則是由被認為是基底岩盤的未分裂物質組成。在地塊之間的空間主要則是由粗糙或平滑的物質組成。粗糙的谷底物質傾向於聚集在諾克提斯迷宮的東部，被認為是覆蓋住崎嶇地形或山崩區域的峽谷峭壁落下或風積物質。平滑的谷底物質被認為是覆蓋住崎嶇或複雜地形的水流沖積或風積物。諾克提斯迷宮這種地形主要是在外流浚道的一端被發現，就像火星探路者和其探測車探測的區域。一般認為這是與地表下水流經歷災難性洪水後流失形成斷層造成該區域下陷；這些流體可以是乾冰或水。一般認為是水造成的，因為如果火星上有液態水，會讓人類更容易探索火星；但是尼克·霍夫曼提出假設，認為這是固態或液態二氧化碳流動造成則引起爭論，所以一直未能通過修正案。

### 伊烏斯和提托努利林峽谷

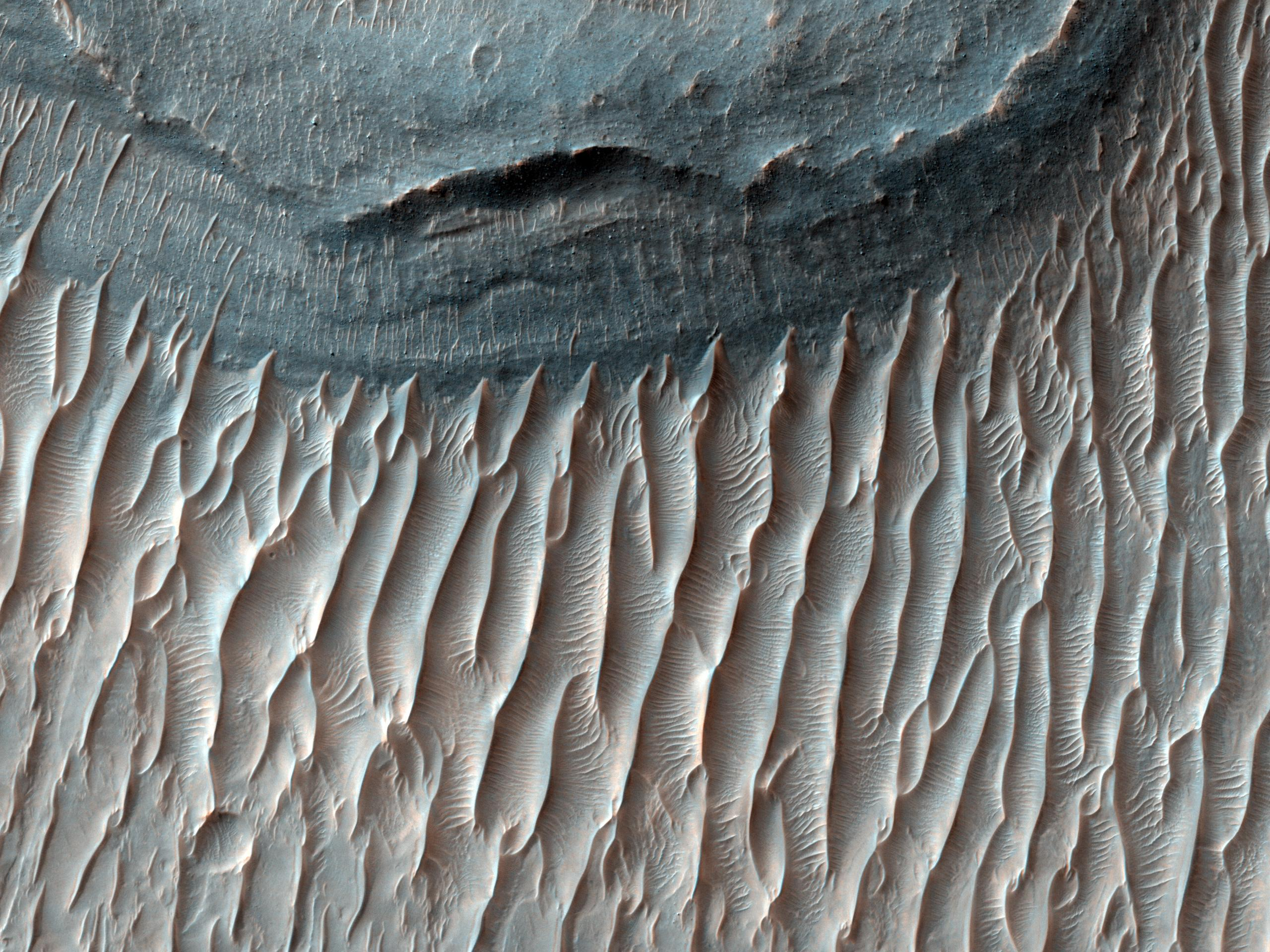
火星侦察轨道器拍攝的伊烏斯峽谷

奧德曼斯撞擊坑（Oudemans crater）以東是互相平行的伊烏斯峽谷（Ius Chasma）和提托努利林峽谷（Tithonium Chasma）伊烏斯峽谷在南方，而提托諾恩峽谷在北方。伊烏斯峽谷較寬，東端和米拉斯峽谷連接。伊烏斯峽谷底部中間之下有一個山脈，稱為革律翁山脈（Geryon Montes），是由不分層的岩石組成。伊烏斯峽谷底部主要是由山崩滑動的物質組成，這些物質是幾乎未受過撞擊或侵蝕影響的原始物質，結構是多個束狀，且互相覆蓋。伊烏斯峽谷南側的峭壁相對於較短的北側而言有較多的短峽谷分支到南方。這些峽谷在其一端邊緣有短而寬的區域，類似地球上科羅拉多高原靠近大峽谷的區域，看起來是地下水掏蝕（Groundwater sapping）造成。而這些區域是位於峽谷的頂端，是發育良好的天線形狀U型峽谷，其曲面受到地下水掏蝕，而這類峽谷是受到持續的侵蝕和峽谷兩側峭壁崩塌而形成。提托諾恩峽谷非常類似伊烏斯峽谷，除了在南側峭壁缺乏掏蝕特徵以外和包含少量類似平坦地形特徵區域的物質；但這些物質看起來像風積作用的落下物。這兩個峽谷之間的地表則是由較年輕的熔岩流破碎地形和來自塔爾西斯隆起的張裂斷層組成。

### 米拉斯、堪德和俄斐峽谷
再往東是三個平行的峽谷，自南向北分別是米拉斯峽谷（Melas Chasma）、堪德峽谷（Candor Chasma）和俄斐峽谷（Ophir Chasma）。米拉斯峽谷在伊烏斯峽谷東方、堪德峽谷在提托諾恩峽谷東方、俄斐峽谷看起來是橢圓形的，並流入堪德峽谷。這三個峽谷是相連的。米拉斯峽谷的底部有 70% 是大量較年輕的物質、被認為是被風夾帶的火山灰落在風積地形。這區域也包含了自峽谷斷崖侵蝕的粗糙物質。而米拉斯峽谷的中間高程比其他區域高，這可能是峽谷谷底其他區域物質落到中央的緣故。米拉斯峽谷周圍是大量的崩積物質，就像伊烏斯和提托諾恩峽谷的情形。米拉斯峽谷也是水手號峽谷最深的部份，比周圍的表面低 11公里；從這裡開始，它的外流浚道坡度是向北方大平原 0.03度向上，這代表如果將米拉斯峽谷以流體注滿，這些流體再流入北方大平原以前會先形成一個深度最深1公里的湖。
在堪德峽谷和米拉斯峽谷之間的峽谷系統的底部是槽狀的底部物質，被認為是沖積層沉積物或因為水或冰消失造成崩潰的崩積物質。也有部分只能由撞擊坑分布判定年老或年輕的大量底部物質由來是火山碎屑岩。也有大量被侵蝕的谷底物質像年輕或年老的大量物質，不過這些物質有風蝕的特徵。也有少量尖塔狀物質組成與峽谷峭壁一樣是由不分層的物質組成。

### 科普喇特斯峽谷
這個峽谷系統再往東是科普來特斯峽谷（Coprates Chasma），非常類似伊烏斯和提托努利林峽谷，除了地理位置以外。科普來特斯峽谷也包含沖積物和風積物沉積物質。科普來特斯峽谷就像伊烏斯峽谷一樣有多層沉積物，雖然在柯普來特斯峽谷的沉積物分層更加明顯。這些沉積物的年代早於水手號峽谷系統形成以前，因此認為侵蝕和沉積作用是晚於水手號峽谷系統形成。來自火星全球探勘者號的較新資料顯示這些地層的由來可能是火山造成連續山崩的崩積物一層層覆蓋或者是液態水或冰的湖底，如果是湖底的話則水手號峽谷周圍的峽谷可能曾經是因為侵蝕崩潰而形成的孤立湖泊。地層沉積物的其他來源可能是風吹造成，但地層狀況顯示風並非主要來源。同時也發現到只有上層是薄層，同時下層相當厚，這代表較低層是由大量岩石崩裂形成，較高層則是其他來源。有部分的地層可能因為山崩被轉移到山谷底部，其中有一半是保持完好，但看起來像高度變形的地層，其底部會變厚或變薄，並且有多個褶皺，可在火星全球探勘者儀器 MOC 拍攝影像 #8405 中看到。這個複雜的地形可能只是來自一個古老湖底被侵蝕的沉積物，並且看起來很複雜；這是因為我們是以觀看地質圖的方式鳥瞰，尚無足夠的高程資料證實底部是否平坦。

### 厄俄斯和恆河峽谷
更往東方是厄俄斯峽谷（Eos Chasma）和恆河峽谷（Ganges Chasma）。厄俄斯峽谷西部的谷底主要是由因為火山或風積作用形成的沉積物受到火星風侵蝕後的被侵蝕的大量物質；其東部則是大面積的線狀物和縱向條紋。一般認為是高原沉積物被流體侵蝕後搬運到當地沉積造成。恆河峽谷則是厄俄斯峽谷的一個東西走向分支峽谷。恆河峽谷的谷底主要是由來自峽谷懸崖的水流沉積物組成。

### 克里斯平原
在厄俄斯和恆河峽谷東端是水手號峽谷的終點，流入火星北方大平原附屬的克里斯平原，克里斯平原的高度只比水手號峽谷中的最低點（位於米拉斯峽谷）高約 1 公里。這個外流到北方大平原的區域地形相當類似於火星探路者的登陸地點。在地球上與火星上外流浚道（暫譯）類似的地形是美國華盛頓州東部的水道疤地。華盛頓州東部的史卡布土地（暫譯）是晚更新世時冰壩形成米蘇拉湖和冰壩潰壩後產生的洪水多次循環造成的。冰壩可能會擋住河水一段時間，但當潰壩時冰可能會浮在大量的洪水中，而且大片區域的表層土壤和植被也會被帶走，留下以淚滴狀島嶼、縱向槽溝和河階地為主的貧瘠地區。在火星上可在外流浚道看到類似地形，但規模更大。
這些向外水流連續地經由數個混沌地形：歐若拉混沌（Aurorae Chaos）和海德拉奧特斯混沌（Hydraotes Chaos），最後經由西穆德谷和提爾谷進入克里斯平原。

## 外部連結
- Google Video Fly Through (narrated) （页面存档备份，存于）
- Google Mars scrollable map （页面存档备份，存于） - centered on Valles Marineris
- Computer Simulation of a flyby through Mariner Valley on "Maniac World"
- NASA/Arizona State University flythrough （页面存档备份，存于）
- Flying around Candor Chasma at an altitude of 100 meters （页面存档备份，存于）